# 王腾波
王腾波（1920年或1921年—1998年10月6日），原名罗学儒，女，四川合江人，中华人民共和国政治人物，曾任四川省政协副主席，第五、六届全国人大代表。

## 家庭
丈夫阎红彦，中国人民解放军上将。二人有子阎泽群，有女阎小青。